# Horace Vernet
Émile Jean Horace Vernet, (Párizs, 1789. június 30. – Párizs, 1863. január 17.) francia festő. Nagyapja, Claude Joseph Vernet és apja Carle Vernet szintén neves festő volt.

## Élete

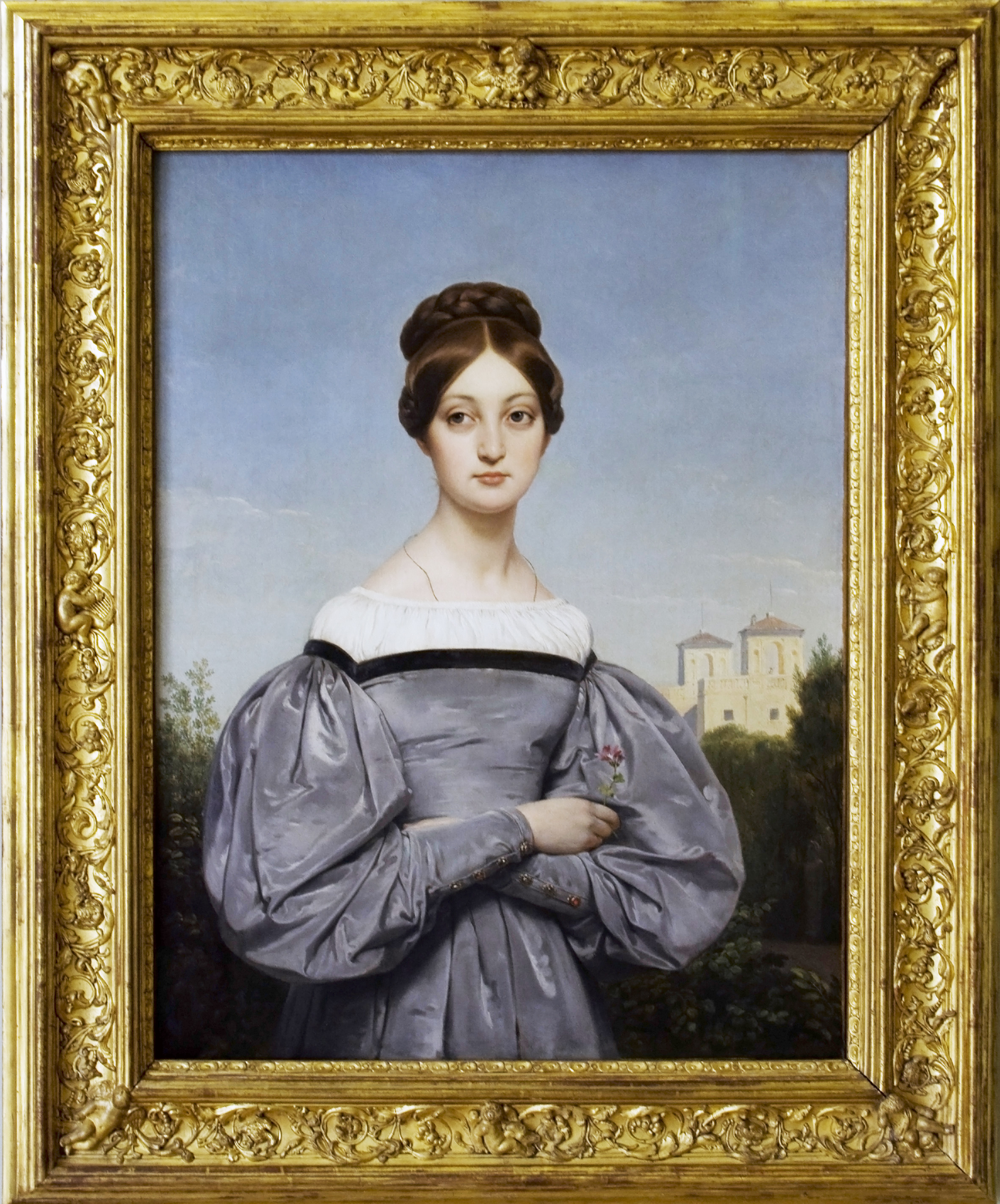
Louise Vernet, a festő lánya

A családi hagyományokat folytatva a katonai témájú festészetre szakosodott, és ott tehetséges, ám kissé felszínes alkotónak bizonyult. Főleg csata- és sportjeleneteket, keleti témákat ábrázolt képein.
Korában jelentős hírnevet szerzett. 1829 és 1834 között a Római Francia Akadémia igazgatója volt. Ő készítette az első daguerrotípiát Marseille kikötőjéről 1839-ben. Meggazdagodva nagy uradalmat vásárolt, ahol középkori jellegű, vegyes stílusú kastélyt építtetett magának. Az 1840-es évek elején két barátjával Egyiptomba utazott, ahol daguerrotípiákat készítettek. amiket később Franciaországban az Excursions daguerriennes című kötetben adtak ki.
Az 1855-ös párizsi világkiállításon Ingres-hez hasonlóan egy önálló termet kapott, és a kiállított munkáival elnyerte a világkiállítás aranyérmét. 1862-ben, III. Napóleon a festő súlyos betegségéről értesülve a Becsületrend főtiszti keresztjével tüntette ki őt.